# Gwarek cejloński
Gwarek cejloński (Gracula ptilogenys) – gatunek średniej wielkości ptaka z rodziny szpakowatych (Sturnidae). Endemiczny dla Sri Lanki, występuje w środkowej i południowej części wyspy. Nie wyróżnia się podgatunków. Bliski zagrożenia wyginięciem.

## Morfologia

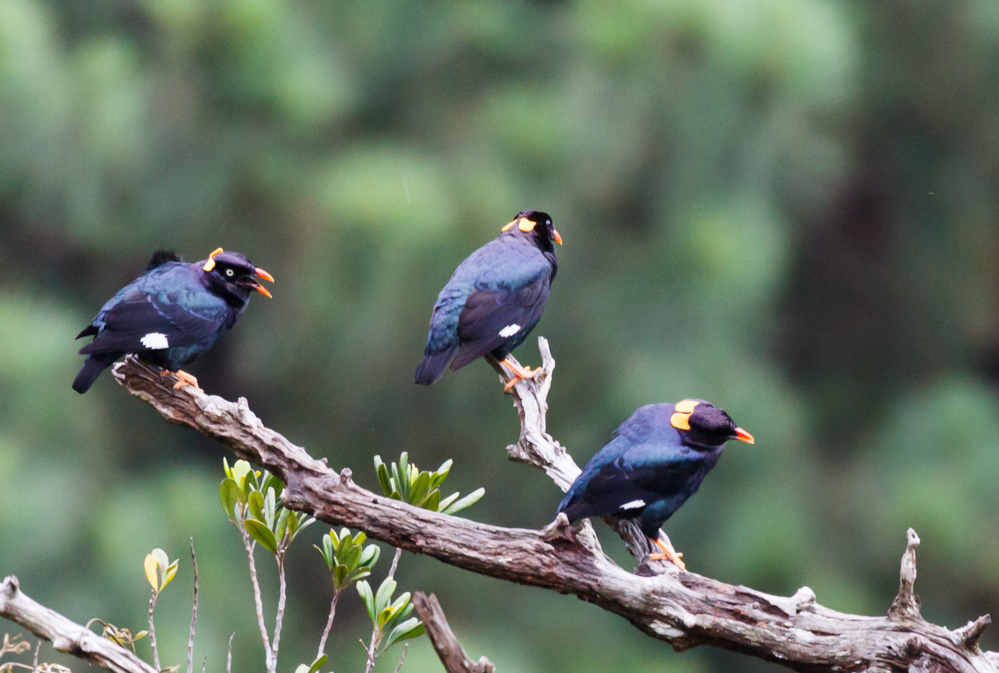

Długość ciała ok. 25 cm. Ma lśniące, zielono-czarne upierzenie przechodzące w fioletowe na głowie i szyi, białe plamy na skrzydłach, żółte wyrostki skórne na szyi oraz nogi i dziób.

## Ekologia i zachowanie
Środowisko
Preferuje naturalne lasy i dobrze zadrzewione tereny, choć odwiedza też skraje lasów, ogrody, obszary rolnicze i plantacje. Wydaje się, że jest stosunkowo odporny na degradację siedlisk. Rzadziej występuje na wysokościach powyżej 1800 m n.p.m.
Pożywienie
Wszystkożerny. Żywi się owocami, nektarem kwiatowym oraz owadami.
Rozród
Sezon lęgowe trwa od lutego do maja, czasami także od sierpnia do września.

## Status
IUCN od 2000 roku uznaje gwarka cejlońskiego za gatunek bliski zagrożenia (NT, Near Threatened); wcześniej, od 1988 roku klasyfikowano go jako gatunek najmniejszej troski (LC, Least Concern). Liczebność populacji nie została oszacowana, ale jej trend uznawany jest za spadkowy. Główne zagrożenie to niszczenie i fragmentacja jego siedlisk; pisklęta są niekiedy zabierane z gniazd w celu sprzedaży jako ptak klatkowy.

## W kulturze
Gwarek cejloński umieszczony jest na lankijskim znaczku pocztowym z 1993 roku o wartości 10 rupii.